# 내 마음의 수호천사
《내 마음의 수호천사》(영어: Unstrung Heroes)은 1995년에 개봉한 미국의 영화이다.

## KBS 성우진 (2001년 12월 25일)
- 오세홍 - 시드(존 터투로)
- 서혜정 - 셀마(앤디 맥도웰)
- 이영주 - 스티븐(나단 워트)
- 유강진 - 대니 삼촌(마이클 리처즈)
- 노민 - 아서 삼촌(모리 체이킨)
- 황원 - 멜빈(루 커텔)
- 이연승 - 샌디(켄드라 크럴)
- 최옥희 - 아멜리아(셀리아 웨스턴)
- 김정미 - 선생님
- 조진숙 - 낸시(슈머 스탬퍼)
- 오수경 - 랠프(숀 P. 도나휴)
- 안종익 - 관리인
- 서윤석 - 의사